# Saint-Bouize
Saint-Bouize ist eine französische Gemeinde mit 258 Einwohnern (Stand: 1. Januar 2022) im Département Cher in der Region Centre-Val de Loire. Sie gehört zum Arrondissement  Bourges und zum Kanton  Sancerre.

## Lage
Saint-Bouize liegt etwa 45 Kilometer ostnordöstlich von Bourges an der Vauvise. Umgeben wird Saint-Bouize von den Nachbargemeinden Thauvenay im Norden, Couargues im Osten, Herry im Süden und Südosten, Feux im Süden und Südwesten sowie Vinon im Westen und Nordwesten.

## Bevölkerungsentwicklung
| Jahr                      | 1962 | 1968 | 1975 | 1982 | 1990 | 1999 | 2006 | 2013 |
| Einwohner                 | 365  | 336  | 348  | 348  | 313  | 295  | 322  | 332  |
| Quelle: Cassini und INSEE |      |      |      |      |      |      |      |      |

## Sehenswürdigkeiten
- Kirche Saint-Baudel aus dem 12. Jahrhundert, seit 1987 Monument historique
- Schloss Montalivet-Lagrange, 1590 erbaut, seit 1997/1999 Monument historique

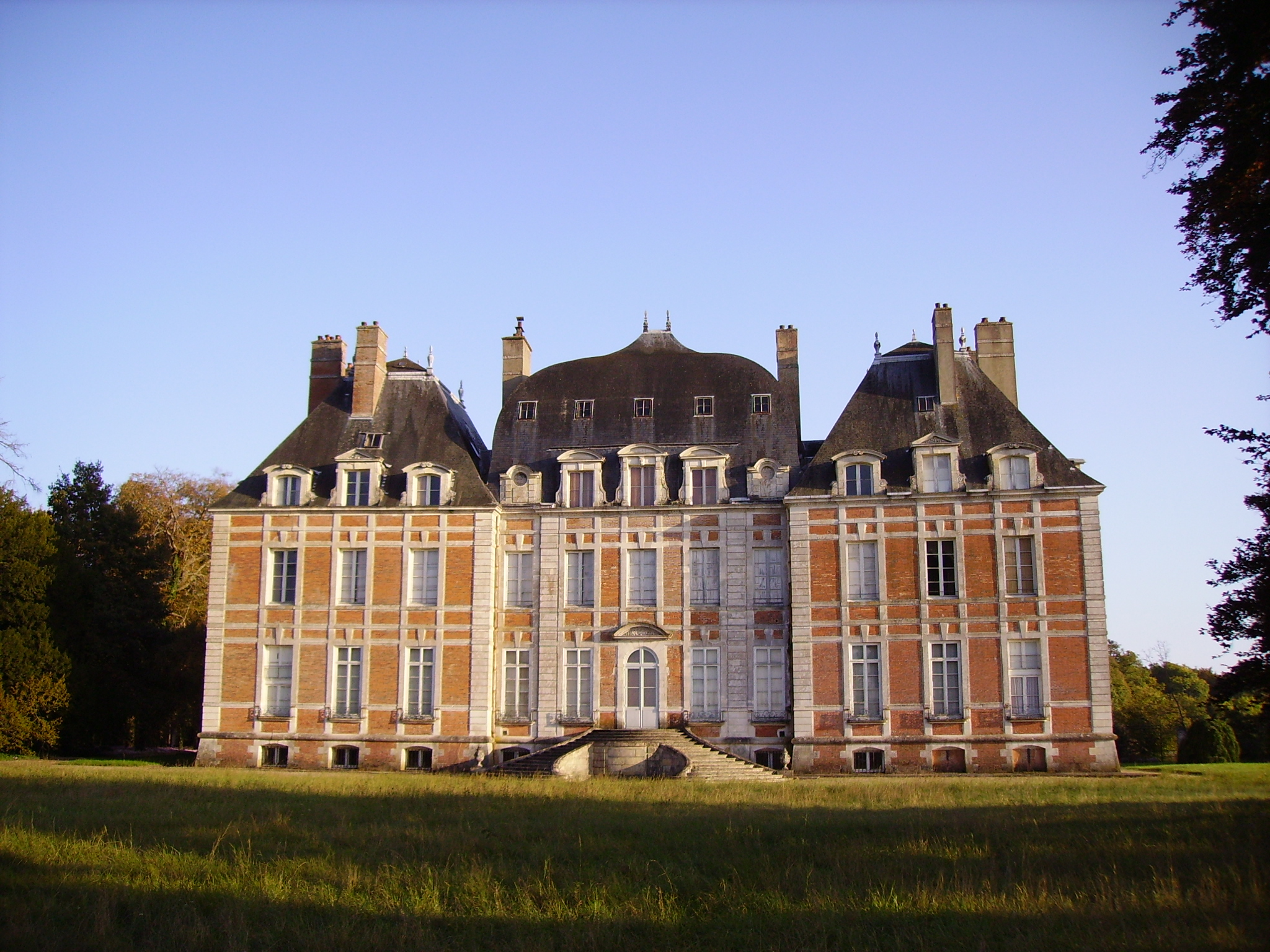
Schloss Montalivet-Lagrange

## Persönlichkeiten
- Jean-Pierre Bachasson de Montalivet (1766–1823), Innenminister unter Napoleon I., Staatsmann
- Marthe Camille Bachasson de Montalivet (1801–1880), Innenminister (u. a. 1830/1831, 1832, 1836, 1837–1839), Bildungsminister (1831/1832), Staatsmann